# Rydzewo (powiat grajewski)
Rydzewo – wieś w Polsce położona w województwie podlaskim, w powiecie grajewskim, w gminie Rajgród. 
W Rydzewie jest szkoła podstawowa, ochotnicza straż pożarna oraz  kościół Św. Wojciecha Biskupa i Męczennika.
W okresie międzywojennym stacjonowała tu placówka Straży Celnej „Rydzewo”.
W 1929 wieś należała do gminy Bełda, pow. Szczuczyn. W Rydzewie majątek ziemski posiadał Stanisław Boguszewski (228 mórg). Był jeden sklep kolonialny.
W latach 1975–1998 miejscowość należała administracyjnie do województwa łomżyńskiego.